# Phan Thu Ngân
Phan Thu Ngân (có tài liệu ghi là Phan Thị Thu Ngân; sinh năm 1980) đạt danh hiệu Hoa hậu báo Tiền phong năm 2000 khi đang là sinh viên khoa Kinh tế thương mại của Đại học Văn Lang. Cô đã từ bỏ quyền tham dự Hoa hậu Hoàn vũ 2001 và kết hôn.

## Tiểu sử
Phan Thu Ngân sinh năm 1980, trong một gia đình lao động nghèo tại Đồng Nai có 2 chị gái và 1 em trai. Mẹ cô là người Cần Thơ, bố người Bình Định. Cả hai bươn chải lên Sài Gòn và sống bằng gánh bánh canh bán ngoài chợ. Trước khi bước chân tới cuộc thi Hoa hậu Việt Nam 2000, cô hàng ngày vẫn ra chợ Phú Nhuận để phụ mẹ bán bánh canh mưu sinh qua ngày.

## Sự nghiệp
Phan Thu Ngân từng tham gia hoạt động thời trang ở sân khấu Hoa Học Đường rồi thân thiết và có tình cảm với người mẫu Phan Tuấn Đạt. Họ cùng mở ra nhãn hiệu thời trang mang tên TND (ghép tên của hai người lại).
Được một thời gian, do không còn thấy phù hợp nên Phan Thu Ngân từ bỏ nhãn hiệu TND, cùng chị gái mở ra nhãn hiệu thời trang riêng mang chính tên cô (PTN). Nhãn hiệu tương đối phát triển nhờ hoa hậu cũng có năng khiếu về kinh doanh, thêm việc hiểu được thị trường thời trang, môi trường mà Thu Ngân đã từng tham gia, PTN có hệ thống cửa hàng lớn tại TP HCM lên đến 6 showroom.
Cùng với đó, Thu Ngân rất thích đi du lịch, cùng bạn bè dành nhiều thời gian đi khám phá những vùng miền ngay trong nước.

## Hôn nhân
Đám cưới của Phan Thu Ngân và thiếu gia Mai Thanh Hải tổ chức tại 2 nơi là khách sạn OMNI Saigon (TP HCM) vào ngày 12 tháng 9 năm 2002 và tại khách sạn Melia (Hà Nội) vào ngày 22 tháng 9 năm 2002.
Ngày 15 tháng 5 năm 2006, Viện KSND Tối cao đã có Cáo trạng số 09/VKSTC-V2 truy tố Mai Thanh Hải, con trai nguyên Thứ trưởng Bộ Thương mại Mai Văn Dâu về tội lừa đảo, chiếm đoạt tài sản tại Điểm a, Khoản 4, Điều 139 BLHS và tội làm giả tài liệu của cơ quan, tổ chức. Trước đó, Mai Thanh Hải bị tạm giam từ ngày 30 tháng 9 năm 2004 và đã được Cơ quan An ninh điều tra hủy bỏ biện pháp tạm giam và cho tại ngoại ngày 31 tháng 8 năm 2005. Khi Mai Thanh Hải được tại ngoại, Hoa hậu Phan Thu Ngân lập tức cùng chồng từ TP. HCM ra Hà Nội để thực hiện lệnh "cấm đi khỏi nơi cư trú" của cơ quan điều tra. Mai Thanh Hải bị tuyên án 5 năm tù tại phiên xử sơ thẩm năm 2007, Phan Thu Ngân đưa hai con về TP.HCM, sống cùng gia đình bên ngoại. Cuộc đời của cô là cảm hứng để sản xuất bộ phim Chạy án (2006, đạo diễn Vũ Hồng Sơn).